# 天天爱消除
《天天爱消除》是腾讯手机游戏平台推出的第一款支持以微信和QQ账号登录并可以与好友分享游戏积分和排名的一款模仿三消类游戏的消除类手机游戏。由腾讯旗下天美艺游研发。并在游戏上线5小时内冲到App Store免费榜第一名。

## 特色
游戏支持LBS系统搜索附近的游戏玩家。

## 规则与玩法

### 基本规则
游戏的玩法使用的是传统式的三消除，玩家只需将任意相同图案凑齐三个以上便能发动消除。在游戏中还存在一些特别的规则，玩家在消除4个图案或者随机出现闪光图案玩家如果有办法将他们消除便会引起大范围爆炸。每局的时长为60秒（1分钟）。

### 生命
玩家也有生命点数，每天能进行的游戏次数直接由生命决定（可通过等待及好友赠送），最多可补充到5颗生命。

### 风格
游戏采用活泼可爱的风格，整体画面充满了欢乐气氛，画质方面也比较细腻精美。

### 金币
获得金币的方式主要有两个：
- 连续登陆：每天登陆可获得金币，若连续登陆的天数越多，获得的金币也就越多。
- 进入闯关模式：在排行榜页面点击自己的名字，进入个人信息页面点击进入闯关模式。只要玩家在游戏中达到了一定的分数，就可以到闯关模式拿走相应的奖励。

### 动物
除了普通小动物之外，还有一些造型奇异的特殊动物，分别是笑脸动物、爆炸小猪和变脸动物。
- 笑脸动物：4个相同的动物消除时会生成一个笑脸动物，在消除的时候还会额外炸掉周围的小动物，带来更高的分数。
- 爆炸猪：5个相同的动物消除时会生成一个爆炸猪，点击将引发十字形的爆炸。
- 变脸动物：游戏进行一段时间之后，屏幕中会随机出现一只不断变换形象的小动物。点击它之后屏幕上某一种类别的所有小动物都全部都会被消除。

### 超级模式
在游戏的过程中，游戏画面的顶端会出现一个“超级模式”标志。当每一次消除达到游戏“Perfect”（完美）或“Cool”的评价时，屏幕上方都会出现一个小三角标志，累积达到5颗小三角时，即进入了超级模式。只要是在超级模式下进行的消除，均可以翻倍计分。

### N连消
如果玩家能够同时消除4个甚至5个相同的动物，就会相应获得更高的分数。如果能够同时消除2组动物，亦可以获得高分。

### 道具
以下是该游戏中出现的道具，可帮助玩家获得更高的分数（连续使用道具的有折扣）：
- 快速提示：使用快速提示可将原本的提示速度提高1倍。
- 鲨鱼炸弹：开局时就会携带在游戏中，点击之后将横贯整个游戏画面，它的轨迹所到之处，小动物无一幸免都会被消除。
- 时间倒流：使用这个道具后，游戏里的某些小动物身上会随机带有小时钟的图案，一旦点击消除此类小动物，就会立即延长游戏时间2秒。
- 轻松连锁：该道具能够更加容易的进入超级模式。
- 得分UP：使用之后总分直接增加10%。

### PK对战
在最新的版本中，新增了PK对战功能、世界对战和经典模式每日任务。

### 其他说明
根据苹果公司相关规定，《天天爱消除》iOS版中的钻石、金币、购买的爱心等数据，与其他设备（包括Android版本）之间是独立计算不互通。